# Армандо Ваюши
Армандо Ваюши (на албански: Armando Vajushi) е албански футболист, полузащитник и национал в албанския национален отбор. Бивш футболист на Литекс (Ловеч), от началото на април 2013 г. притежава българско гражданство.

## Състезателна кариера
Дебютира в професионалния футбол на 17 години и 7 месеца. Това се случва на 16 юли 2009 г. при гостуването на Рапид Виена в мач от турнира на Лига Европа.  Играе и в реванша седмица по-късно, загубен от Влазния с 0:3. Първият му мач в албанската суперлига е на 23 август 2009 г. срещу Беса Кавая  През следващия сезон 2010/11 г. вече 19-годишен записва 32 мача и отбелязва 3 гола, а в края на шампионата е обявен за „Талант №1 на Албания за сезон 2010/11 г.“ заедно с Одисе Роши от Кьолн. 
През лятото на 2011 г. преминава на проби в немските Кьолн и Аугсбург.  Вкарва два гола за „козлите“ при победата със 7:0 над „Форгебиргсаусвал“. За Аугсбург играе при успеха с 2:0 над Гройтер Фюрт в контрола.  Имал е оферти още от швейцарския елитен Тун, хърватския Динамо (Загреб),  както и от Аякс, АЕК Атина, Хамбургер ШФ, Щутгарт, Еспаньол 
През зимния трансферен прозорец на 2011/12 подписва 3,5-годишен договор с актуалния шампион на България Литекс (Ловеч).

## Национален отбор
За юношеския национален отбор на Албания до 19 г. има мачове срещу Русия, Ейре и гол срещу Сан Марино. За младежите има записани мачове срещу Азербайджан, Молдова, Русия, Португалия и на два пъти срещу Полша.
Дебютът му за представителния тим на Албания е на 21 юни 2011 г. срещу Аржентина. Контролата се играе на стадиона на Ривър Плейт в Буенос Айрес и е част от подготовката на „гаучосите“ за изданието на турнира Копа Америка 2011.

## Успехи
- Талант №1 на Албания за сезон 2010/11 [19]